# Ji Hye-won
Ji Hye-won (지혜원?, Chi HyewŏnMR; Seul, 30 marzo 1998) è un'attrice sudcoreana.

## Biografia
Ji si è interessata alla recitazione durante il primo anno di liceo, venendo sostenuta dai nonni, ma non dai suoi genitori, che preferivano che studiasse: successivamente si è iscritta alla facoltà di recitazione della  Korea National University of Arts. Ha esordito come attrice nel 2019 interpretando una vittima di stupro nella serie televisiva Justice, per cui ha ottenuto buone recensioni.

## Filmografia

### Televisione
- Justice (저스티스?) – serie TV (2019)
- Nangman doctor Kim Sa-bu (낭만닥터 김사부?) – serie TV (2020)
- It's Okay to Not Be Okay (사이코지만 괜찮아?) – serie TV (2020)
- The Sound of Magic (안나라수마나라?) – serie TV (2022)
- Eojjeoda majuchin, geudae (어쩌다 마주친, 그대?) – serie TV (2023)
- Hierarchy (하이라키?) – serie TV (2024)
- Namju-ui cheonnalbam-eul gajyeobeoryeotda (남주의 첫날밤을 가져버렸다?) – serie TV (2025)